# Huh Gak
Huh Gak (hangul: 허각; nascido em 15 de novembro de 1984) é um cantor sul-coreano. Tornou-se conhecido após vencer o talent show Superstar K2. Ele é conhecido como ‘O homem que virou o jogo’ e ‘O Paul Potts sul-coreano’.

## Discografia
Álbuns de estúdio
- 2013: Little Giant

EPs
- 2010: Huh Gak 1st Mini Album (허각 1st 미니앨범)
- 2011: LIKE 1st MINI ALBUM "First Story"
- 2012: Lacrimoso
- 2013: Reminisce

Singles digitais
- 2010: Eonjena (언제나)
- 2011: "My Best" Movie Glove OST (영화 글러브) (Huh Gak & John Park)
- 2011: The Greatest Love OST Part.5 (최고의 사랑)
- 2011: Jukgo Sipdan Mal Bakke (죽고 싶단 말 밖에)
- 2011: Geu Noraereul Teulttaemada (그 노래를 틀때마다) (Huh Gak & LE (EXID))
- 2012: "Huh Gak - Hansaram" Big OST ('허각 - 한사람' 빅 OST)
- 2012: I Need You (Huh Gak & Zia)
- 2012: Apeuda (아프다)
- 2013: Monodrama (모노드라마) (Huh Gak com Yoo Seung-woo)
- 2014: Break Up to Make Up (이제 그만 싸우자) (Huh Gak e Jung Eun-ji (A Pink))

Coletâneas
- 2010: Superstar K 2 Up to 11 (#7 My Heart)
- 2011: Superstar K 2 Top 4 - Life is Tab (#1 Life is Tab (Superstar K 2 Top 4), #2 Life is Tab (Rock Ver.))
- 2012: So Ji Seob - Bukjjok Wanggwanjari (#2 Geureoko Geureon Yaegi (feat. Huh Gak, Mellow))
- 2012: Immortal Song 2: Singing the Legend "Park Jin Young" 1 Pyeon (#6 Tto Hanbeon Sarangeun Gago)
- 2012: Immortal Song 2: Singing the Legend "Composer Lee Ho Joon" Pyeon (#4 Indian Inhyeongcheoreom)
- 2012: Immortal Song 2: Singing the Legend "Yang Hee Eun" 2 Pyeon (#4 Sangnoksu)
- 2012: Immortal Song 2: Singing the Legend "Kim Jung Ho" Pyeon (#1 Jageun Sae)
- 2013: Immortal Song 2: Singing the Legend "Paldo Gangsan Urinorae" Pyeon (#3 Nunmul Jeojeun Dumangang)

## Prêmios e indicações
| Ano  | Prêmio                                   | Categoria                                                    | Resultado |
| ---- | ---------------------------------------- | ------------------------------------------------------------ | --------- |
| 2010 | Superstar K2                             | 1º lugar (Vencedor)                                          | Venceu    |
| 2010 | Soribada Awards                          | Melhor Artista Solo Masculino                                | Venceu    |
| 2011 | 4º Korea Drama Awards                    | Prêmio Trilha Sonora "(The Greatest Love - Don't Forget Me)" | Venceu    |
| 2011 | Melon Music Awards                       | Top 10 Artistas (Bonsang)                                    | Indicado  |
| 2011 | Melon Music Awards                       | Melhor Novo Artista                                          | Venceu    |
| 2011 | 13º Mnet Asian Music Awards              | Prêmio Novo Artista Masculino                                | Venceu    |
| 2011 | 19º Korean Cultural Entertainment Awards | Popular Music Top Honor                                      | Venceu    |
| 2011 | Bugs Music Awards                        | Prêmio Popularidade dos Netizens                             | Indicado  |
| 2011 | Bugs Music Awards                        | Melhor Artista Solo                                          | Venceu    |
| 2011 | Bugs Music Awards                        | Balada do Ano ("Hello")                                      | Venceu    |
| 2012 | 26º Golden Disk Awards                   | Prêmio Rookie                                                | Venceu    |
| 2012 | 1º Gaon Chart K-Pop Awards               | Artista Solo Masculino Rookie                                | Venceu    |
| 2012 | 4º Melon Music Awards                    | Top 10                                                       | Venceu    |
| 2012 | 27º Golden Disk Awards                   | Digital Music Bonsang ("The Person Who Once Loved Me")       | Venceu    |
| 2012 | 22º Seoul Music Awards                   | Bonsang                                                      | Venceu    |
| 2013 | 5º Melon Music Awards                    | Melhor R&B/Balada ("Monodrama" - com K.Will)                 | Venceu    |

## Programas musicais
Huh Gak conquistou prêmios nos seguintes programas musicais sul-coreanos:

### M! Countdown
| Ano  | Data           | Canção  |
| ---- | -------------- | ------- |
| 2011 | 29 de setembro | "Hello" |

### Music Bank
| Ano  | Data           | Canção  |
| ---- | -------------- | ------- |
| 2011 | 30 de setembro | "Hello" |

### MnetKM Music Triangle
| Ano  | Data                               | Canção                          |
| ---- | ---------------------------------- | ------------------------------- |
| 2013 | 13 de fevereiro (parada de balada) | "Monodrama" (com Yoo Seung Woo) |